# Napoljun
Napoljun (Napoleon), tvrđava na brdu Sv. Nikole, Put Poljuna 1 i 3 u Hvaru, predstavlja zaštićeno kulturno dobro.

## Opis dobra
Tvrđava je sagrađena za napoleonske uprave 1806. godine na brdu Sv. Nikole iznad grada, na mjestu nekadašnje srednjovjekovne crkvice i osmatračnice. Pravokutnog je tlocrta usmjerenog u pravcu istok-zapad. Danas je u njoj astronomski opservatorij.

## Zaštita
Pod oznakom Z-5157 zavedena je pod vrstom "nepokretna kulturna baština - pojedinačna", pravna statusa zaštićena kulturnog dobra, klasificirano kao "vojne i obrambene građevine".